# Charles A. Boutelle

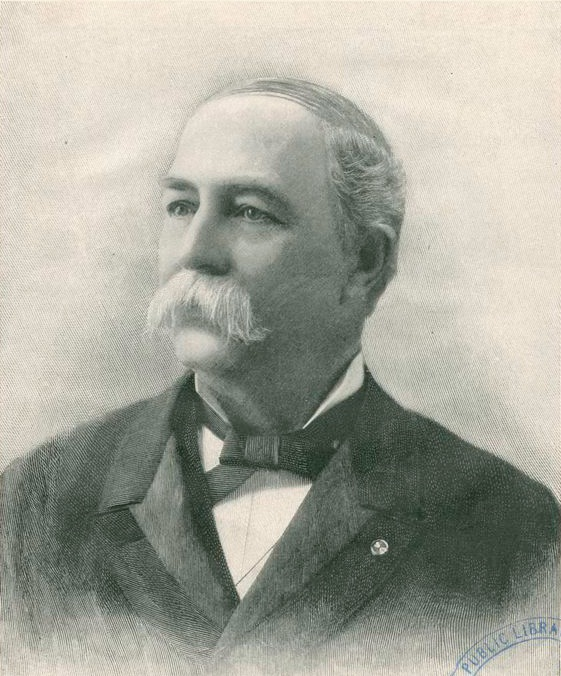
Charles A. Boutelle

Charles Addison Boutelle (* 9. Februar 1839 in Damariscotta, Lincoln County, Maine; † 21. Mai 1901 in Waverly, Massachusetts) war ein US-amerikanischer Politiker. Zwischen 1883 und 1901 vertrat er den Bundesstaat Maine im US-Repräsentantenhaus.

## Werdegang
Charles Boutelle besuchte die öffentlichen Schulen in Brunswick und danach die Yarmouth Academy. Danach fuhr er als Matrose zur See. Im Jahr 1860 erhielt er sein Kapitänspatent (Ship Master). Während des Bürgerkrieges diente er in der US-Marine. Dabei war er bei der Blockade der Konföderierten im Atlantik und im Golf von Mexiko eingesetzt. Er war an einigen Seegefechten und an der Einnahme von Mobile (Alabama) beteiligt. Dort nahm er die Kapitulation der konföderierten Flotte entgegen. Danach erhielt er den Oberbefehl über die Marineeinheiten im Bereich der Mississippimündung. Im Januar 1866 wurde er ehrenvoll aus der Marine verabschiedet.
Nach dem Krieg war Boutelle Kapitän eines Dampfschiffes, das zwischen New York und Wilmington verkehrte. Im Jahr 1870 stieg er in das Zeitungsgeschäft ein. Er zog nach Bangor in Maine, wo er eine der Republikanischen Partei nahestehende Zeitung erwarb und herausgab. Bis 1900 blieb er Eigentümer dieser Zeitung. Boutelle wurde selbst Mitglied der Republikanischen Partei. Im Jahr 1876 war er Delegierter zur Republican National Convention in Cincinnati, auf der Rutherford B. Hayes als Präsidentschaftskandidat nominiert wurde. Er war außerdem im Staatsvorstand der Partei für Maine.
Bei den Kongresswahlen des Jahres 1882, die ausnahmsweise staatsweit abgehalten wurden, wurde Boutelle für das vierte Abgeordnetenmandat von Maine in das US-Repräsentantenhaus in Washington, D.C. gewählt. Dort trat er am 4. März 1883 die Nachfolge von George W. Ladd an. Bei den folgenden neun Kongresswahlen wurde er in seinem Mandat bestätigt. Damit konnte er bis zu seinem Rücktritt am 3. März 1901 im Kongress verbleiben. Dort war er in vier Legislaturperioden Vorsitzender des Marineausschusses. In diesem Ausschuss setzte er sich erfolgreich für den Ausbau der amerikanischen Kriegsflotte ein. Damals entstanden die ersten Stahlschlachtschiffe. Von den Aufträgen für den Bau dieser Schiffe profitierten auch die Werften in Maine. Im Kongress vertrat Boutelle die republikanischen Positionen vor allem gegenüber der Politik von Präsident Grover Cleveland. In seine Zeit im Repräsentantenhaus fiel auch der Spanisch-Amerikanische Krieg von 1898.
Boutelle wurde auch im Jahr 1900 für die bis zum 3. März 1903 laufende Legislaturperiode wiedergewählt. Aus gesundheitlichen Gründen konnte er seine neue Amtszeit aber nicht mehr antreten. Er trat am 3. März 1901, dem letzten Tag der vorigen Legislaturperiode, zurück. Charles Boutelle verstarb wenige Wochen später in einem Krankenhaus in Massachusetts. Er wurde in Bangor beigesetzt.